# Velíz
Der Velíz (deutsch Welis) ist ein Berg in Tschechien. Er liegt einen Kilometer östlich von Kublov und ist Teil der Křivoklátská vrchovina. Auf der Terrasse nordwestlich des Gipfels befinden sich die Pfarrkirche Geburt des hl. Johannes des Täufers mit Pfarrhaus und Friedhof sowie die Reste einer Benediktinerabtei und einer frühzeitlichen Burgstätte. Auf dem Berg befand sich wahrscheinlich ein Heiligtum des heidnischen Hirtengottes Veles.

## Lage und Umgebung

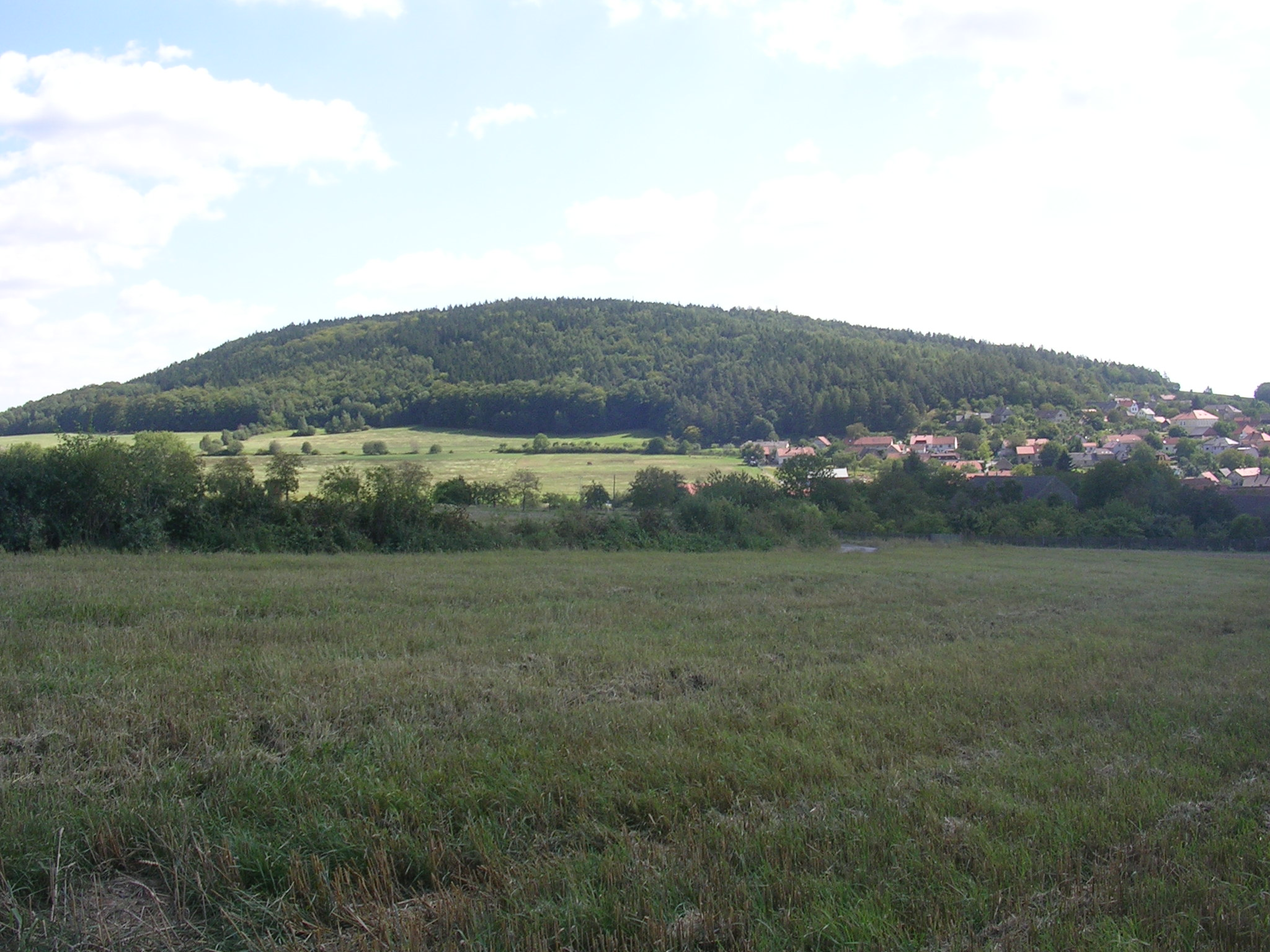
Blick von den Kopaniny auf den Velíz und Kublov

Der bewaldete Berg ist im Westen vom Bach Kublovský potok und im Südosten vom Pařezový potok umflossen. Er befindet sich im Landschaftsschutzgebiet Křivoklátsko. Nördlich erheben sich die Tří skalky (491 m), im Nordosten die Krušná hora (609 m), östlich der Velké Čihátko (534 m), im Südosten die Vraní skála (536 m) und die Jezevčí skála (491 m), südwestlich die Výrovka (517 m) und die Jouglovka (563 m). Am südlichen Fuße des Velíz liegt das Naturdenkmal Zdická skalka u Kublova.
Umliegende Ortschaften sind Karlov im Norden, Stará Ohrada, Habrový Potok und Nový Jáchymov im Nordosten, Varta, Svatská Hájovna und Svatá im Osten, Kolna, Zdice und Knížkovice im Südosten, Sušárna, Hředle, Březová und Andreska im Süden, Hiršlíny im Südwesten, Kublov und Malá Louka im Westen sowie Broumy und Luh im Nordwesten.

## Geschichte
Der Velíz war bereits seit der Frühzeit besiedelt. Archäologische Funde belegen, dass sich auf dem Berg zu keltischer und slawischer Zeit eine Burgstätte befand. Es wird angenommen, dass der Gipfel eine Opferstätte des heidnischen Gottes Veles war.
Nach der Chronica Boemorum sollen im Jahre 1003 die Vršovci während des Machtkampfes mit den Přemysliden um die Vorherrschaft in Böhmen den Přemyslidenfürsten Jaromír zur Versöhnung zu einer gemeinsamen Jagd eingeladen haben. Während des anschließenden Gelages auf der alten Burgstätte Velíz brachen die Feindseligkeiten wieder aus. Dabei sollen die Kochan von Vršovec Jaromír überwältigt und an die alte heidnische Opfereiche gebunden haben, um ihn dann zur Belustigung mit Pfeilen zu beschießen. Durch den Jäger Hovora, der dem Fürsten mit Freunden zu Hilfe eilte, gelang Jaromír die Flucht. Im Jahre 1005 soll Jaromír die Eiche fällen lassen und über ihrem Stumpf zum Dank für seine Rettung eine seinem Schutzheiligen Johannes dem Täufer geweihte Kapelle errichtet haben.
Herzog Břetislav I. überließ den Velíz im Jahre 1037 den Benediktinern vom Kloster Insola, die auf dem Berg ein Kloster und eine Propstei errichteten. Während der Regentschaft Wenzels I. wurden um 1205 die hölzernen Bauten auf den Velíz durch steinerne ersetzt. Während des Angriffes auf die Burg Točník zerstörten die Hussiten 1421 das Kloster. Im Jahre 1425 wurde der Velíz der königlichen Herrschaft Točník zugeschlagen. Die böhmischen Könige verpfändeten später die Herrschaft Točník; zu den Pfandbesitzern gehörten die Herren von Wartenberg und danach die Popel von Lobkowicz. Georg Popel von Lobkowicz ließ die Herrschaft Točník 1590 teilen, dabei wurde der Velíz dem Gut Königshof zugeordnet. Der Königshofer Burggraf Pavel Sieglerovský ließ im 17. Jahrhundert mit finanzieller Beteiligung der Untertanen aus Broumy und Kublov die wüste Kirche auf dem Velíz wieder herrichten. Die Kirche wurde in den Jahren 1747–1752 barock umgestaltet und erweitert. 1787 wurde sie zur Pfarrkirche erhoben und das Pfarrhaus errichtet.
Zu Beginn des 19. Jahrhunderts wurde der Velíz unter dem Pfarrer Vojtěch Nejedlý zum Treffpunkt von Persönlichkeiten der Nationalen Wiedergeburt. Unter Leitung von Václav Krolmus erfolgte 1857 die erste archäologische Untersuchung des Berges. Die Höhle auf dem Gipfel, die das Zentrum des vorchristlichen Heiligtums bildete, stürzte im 20. Jahrhundert ein.
Bei den Ausgrabungen von 1958 bis 1967 wurden die Grundmauern des Klosters freigelegt.
Anlässlich des 1000. Jahrestages der Errettung des Fürsten Jaromír wurde 2003 auf den Velíz eine hölzerne Figur der Gottheit Veles enthüllt.

## Sehenswürdigkeiten

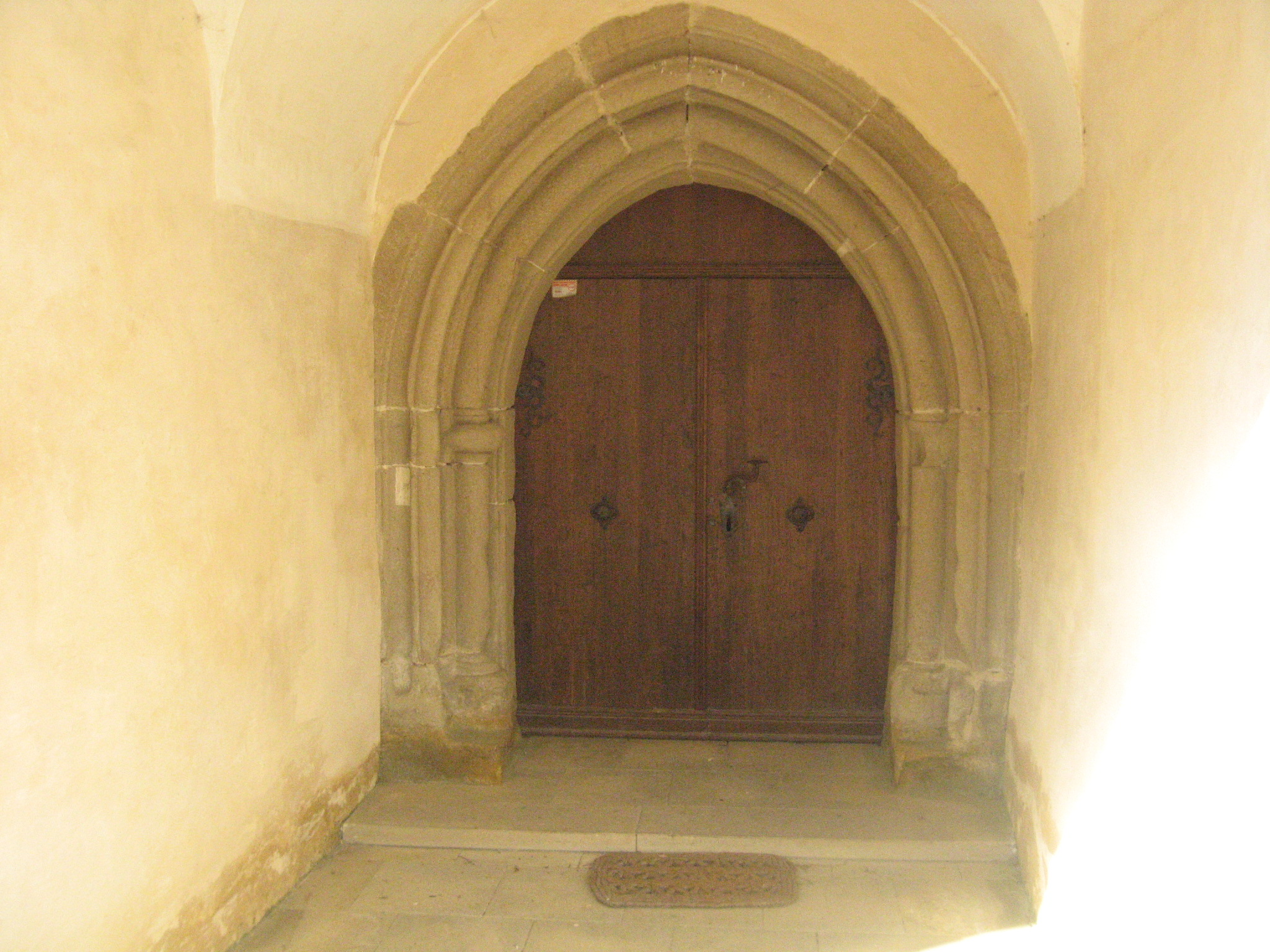
Kirchenportal

- Barocke Pfarrkirche Geburt des hl. Johannes des Täufers aus den Jahren 1747–1752
- Friedhof mit Grab des Komponisten Josef Leopold Zvonař
- Pfarrhaus, erbaut 1787
- Grundmauern der Benediktinerabtei Velíz
- Reste einer keltischen und slawischen Burgstätte
- Symbol der slawischen Gottheit Veles, errichtet 2003
- Zdická skalka, der Hornsteinfelsen am Fuße des Velíz wurde 1952 zum Naturdenkmal erklärt.